# Pygochelidon
Pygochelidon este un gen de păsări din familia de rândunele Hirundinidae.

## Taxonomie
Genul Pygochelidon a fost introdus în 1865 de către naturalistul american Spencer Fullerton Baird cu rândunica alb-albastru ca specie tip. Numele combină grecescul antic  pugē care înseamnă „târtiță” cu khelidōn, care înseamnă „rândunică”.
Acest gen a fost tratat anterior ca un sinonim junior al genului Notiochelidon. A fost reînființat pentru a conține o cladă de două specii pe baza unui studiu genetic publicat în 2005.

### Specii
Genul conține două:
- Rândunică alb-albastru (Pygochelidon cyanoleuca)
- Rândunică cu guler negru (Pygochelidon melanoleuca)